# 三一國民廣場
三一國民廣場（Three First National Plaza）是一幢位於美國芝加哥57層辦公大樓，地址為西麥迪遜街70號。該大廈建築高度為234公尺（767英尺）。

## 建築設計
三一國民廣場由SOM建築設計事務所設計，建築外型為鋸齒型狀，使用鋸齒型狀是為了避免與鄰近大廈過於接近，此設計並且留出更多的角落辦公室，包括13個在建築下部區域，以及9個角在上部區域。建築外牆立面使用瑪瑙紅花崗岩覆蓋，並利用寬3公尺，且富有傳統芝加哥建築學派的凸窗裝飾。三一國民廣場與大通大廈僅一街之隔，在2樓有空中走廊連接兩棟大廈。另外，三一國民廣場也是芝加哥地下道（Chicago Pedway）其中之一出入口。

在三一國民廣場9樓內部中庭擺飾著亨利·摩爾的大型鑄銅雕塑作品。

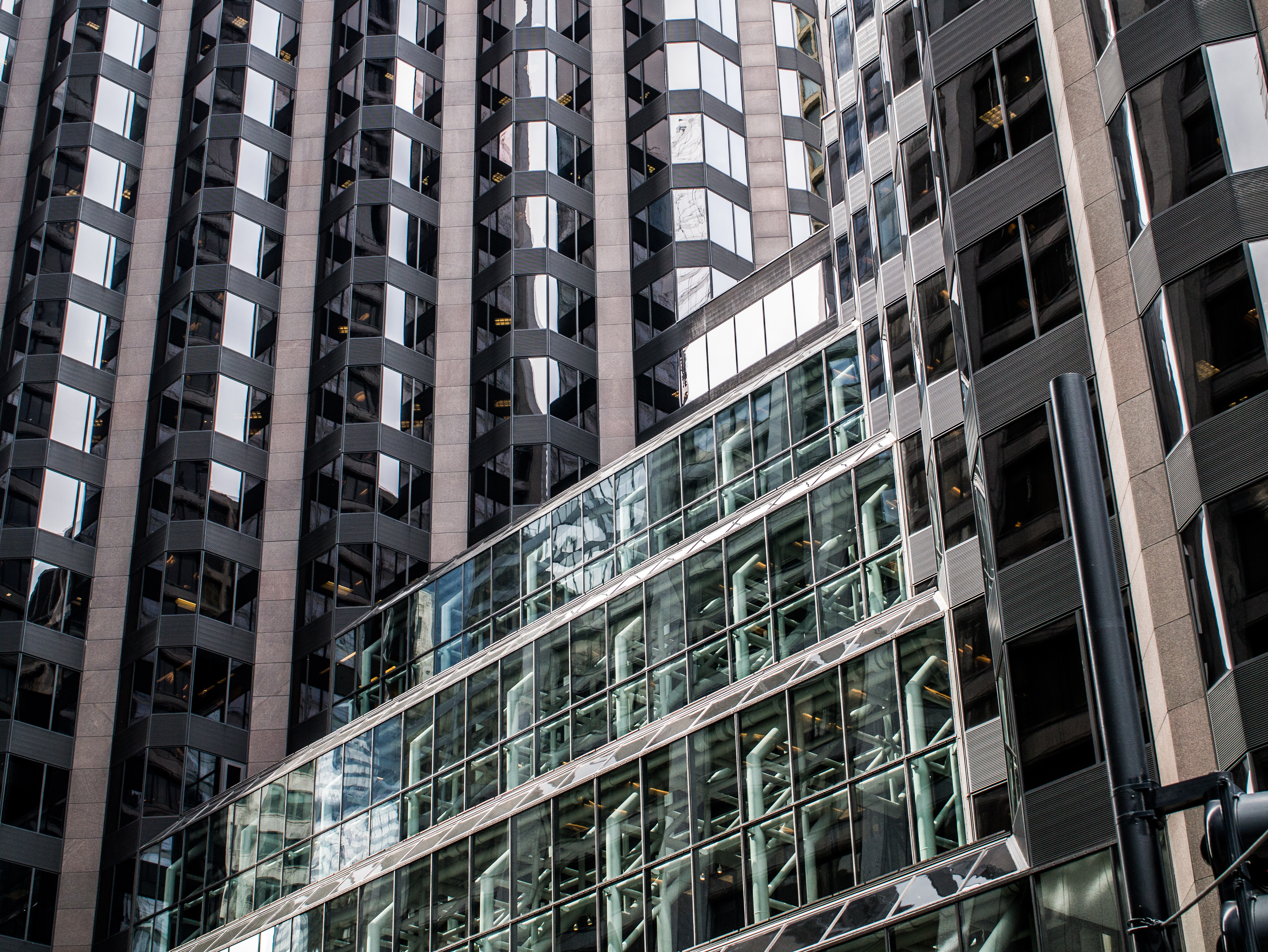
三一國民廣場

## 外部連結
- Henry Moore Foundation page